# Tomás Mejía
José Tomás de la Luz Mejía Camacho, más conocido como Tomás Mejía (Pinal de Amoles; 17 de septiembre de 1820-Querétaro, 19 de junio de 1867) fue un militar conservador mexicano que participó en la Guerra de Reforma y en la Segunda intervención francesa.

## Biografía

### Primeros años
Nacido el 17 de septiembre de 1820 en el pueblo de Pinal de Amoles, Villa de Jalpan, Sierra Gorda, Querétaro, en el seno de una familia indígena otomí de recursos económicos precarios. Estudió en la escuela rural de su pueblo de origen.
Inició sus servicios militares en 1841, por la influencia de dos personajes que coincidieron en Jalpan: el general José Urrea, quien le prodigó sus conocimientos en caballería y el joven militar Juan Cano, quien había estudiado en París, Francia, para ingeniero militar y había sido enviado a la Sierra Gorda por el presidente Anastasio Bustamante, buscando pacificar la región. Allí conoce a Tomas Mejía y le ofrece el grado de alférez, dado que tenía un amplio conocimiento de los caballos y era un domador y jinete experto, cualidades que no pasaron desapercibidas por sus superiores. Combatió contra las tribus apaches que asolaban el norte de México, en el estado de Chihuahua, antes de la guerra con los Estados Unidos, en el año de 1842 al 1845 mostrando denuedo, don de mando, confianza y valentía, por lo cual alcanzó el grado de Capitán.

### Intervención estadounidense: batalla de la Angostura y ascensos militares
Concurrió a la batalla de la Angostura, en Coahuila, contra los invasores estadounidenses y, a pesar de la derrota, tuvo una destacada actuación, ya que hizo retroceder en varias ocasiones el avance del ejército invasor. En 1848 fue ascendido a comandante por su participación en estos combates dirigidos por el General Antonio López de Santa Anna.
De regreso a la Sierra Gorda, en 1849, fue nombrado jefe militar. Se dedicaría a combatir a los rebeldes caciques que pretendían organizar una guerra de castas contra el gobierno del presidente Mariano Arista, quien lo premió al terminar la campaña con el grado de teniente coronel en abril de 1851. Entre 1852 y 1854 se le dieron responsabilidades adicionales: fue nombrado comandante militar de la región por el gobernador santanista, general Pánfilo Barasorda y ascendido a coronel, asumiendo las jefaturas políticas y militares de aquella región. En agosto de 1855 fue proclamada en Querétaro la Revolución de Ayutla, de corte liberal, en contra del gobierno dictatorial del General Antonio López de Santa Anna, que vino a establecer la definitiva separación entre las ideas liberales y las conservadoras, ocasionando en Tomás Mejía un profundo desaliento y resentimiento, puesto que profesaba una ideología conservadora apegada a la religión católica, inculcada desde su niñez.

### Plan de Sierra Gorda
Junto con el teniente coronel José Antonio Montes Velázquez, su par en el distrito de Tolimán, proclaman a finales de ese año el Plan de la Sierra Gorda, levantándose contra el gobierno triunfante del General Juan Álvarez. En diciembre, el general Ignacio Comonfort asume el cargo de Presidente interino y envía al general Luis Ghilardi a la Sierra Gorda, quien logra que Mejía y Montes depongan sus acciones militares. Sin embargo, continuaron las rebeliones al grito de "¡Religión y fueros!" en contra de los trabajos del Congreso Constituyente y en marzo de 1856 se produjo un levantamiento encabezado por Antonio Haro y Tamariz y el general Luis G. Osollo en Puebla. Fue general del ejército imperial de Maximiliano, siendo confiable y muy valiente, cuando enfrentó a los ejércitos republicanos liberales.

### Guerra de Reforma: 1857-1860
En diciembre de 1857, sobreviene el golpe de Estado del Presidente Ignacio Comonfort. Con el llamado Plan de Tacubaya se desconoce la Constitución de 1857 y se instaura el gobierno del general Félix Zuloaga quién el 28 de marzo de 1858 es nombrado comandante general del territorio de Sierra Gorda. En 25 de julio del mismo año, comandante general de Querétaro y el 18 de abril de 1859, de Guanajuato y Querétaro. Félix Zuloaga reorganiza su ejército llamado "El Restaurador de las Garantías" y al frente de las tropas de caballería coloca a Mejía. Tendrá una destacada actuación en 1858 en los combates de Salamanca, Silao, León en Guanajuato y en Guadalajara, Jalisco, para después dirigirse a las acciones en Puerto de Carretas, San Luis Potosí y en el puerto de Tampico, Tamaulipas, en mayo y junio. Estuvo presente en el combate de Ahualulco, importante porque significó la derrota del Ejército del Norte de Santiago Vidaurri, Juan Zuazua y de Francisco Naranjo, el cual había emergido como una fuerza decisiva en la Guerra de Reforma. Fue en esta batalla, al lado del General Miguel Miramón y del General Leonardo Márquez, donde Mejía resultó herido de gravedad y fue trasladado a Querétaro, para recuperarse. Sería homenajeado en su tierra natal con la entrega de una espada en diciembre del 1858. Por su actuación en los combates de Tacubaya, en la que el general Márquez derrotó al General José Santos Degollado, Mejía recibió el ascenso a general de división, otorgado por el presidente Miguel Miramón.

### Derrotado en la batalla de Silao y en Zapotlanejo
En abril de 1860 acompaña al Gral. Miguel Miramón en la campaña victoriosa en Jalisco y Colima y recibe la misión de reclutar un ejército que fuera capaz de detener la marcha del general Jesús González Ortega. Pero el 10 de agosto de 1860, junto a Miramón, lo enfrenta con su caballería y son derrotados en la famosa batalla de Silao, Guanajuato, por el general Jesús González Ortega al mando del ejército nombrado como constitucionalista, con lo que se inicia el declive de los conservadores. En octubre de ese año, junto con el general Leonardo Márquez, son derrotados en Zapotlanejo, cerca de Guadalajara, Jalisco, por el general Ignacio Zaragoza. El general Tomás Mejía se refugia en la Sierra Gorda a finales de ese infortunado año. El 22 de diciembre de 1860, las tropas conservadoras al mando de Miguel Miramón, son finalmente derrotadas en San Miguel Calpulalpan, Estado de México, por el ejército popular de González Ortega, terminando así la Guerra de Reforma, la cual duró tres años. Otra guerra civil que terminaba.
En enero de 1861 las tropas triunfantes entran a la Ciudad de México y Benito Juárez instala el Gobierno Constitucional. Con este triunfo Miramón sale al exilio a Europa, pero otros generales persistirán en su intento por derrocar al gobierno juarista. El general Mejía baja de la sierra queretana a la llanura potosina y en Río Verde, San Luis Potosí, derrota al general Mariano Escobedo, quien al igual que el General Jerónimo Treviño, es hecho prisionero y perdonada su vida por la generosidad del vencedor. En Jalpan se le unen los generales Leonardo Márquez y Vélez, así como los coroneles Ramón Méndez y Armando Santacruz. Por su antigüedad, Márquez es reconocido como la cabeza del llamado "Ejército Libertador", que con dos mil hombres pretendía defender al ya extinto gobierno conservador. En tanto el presidente Benito Juárez ordenó al gobernador de Guanajuato, Manuel Doblado, que acabara con el foco rebelde, por lo que inició una campaña en Jalpan el 10 de marzo de 1861, que fue la única acción exitosa de los liberales, pues después fueron derrotados en cinco escaramuzas por las tropas de Mejía, lo que hizo pensar que todavía existían posibilidades de reanimar la causa. Es así que Márquez y Mejía decidieron darle una organización y estructura política a su lucha, con el General Zuloaga como presidente de un movimiento itinerante. Intentaron revitalizar la lucha en Querétaro, Guanajuato, San Luis Potosí y Michoacán, entidades de fuerte raigambre católica, pero sin éxito.

### Imperio Mexicano
En 1861 Mejía participó en pocas acciones militares, entre las que podemos destacar la toma de Querétaro el 22 de mayo y la de Huichapan, Hidalgo el 5 de julio. En ese mismo mes, el gobierno juarista decretó la suspensión de pagos de la deuda exterior al Reino Unido, España y Francia, lo que desembocó en una de las más graves crisis internacionales en las que se haya visto México involucrado, la cual sería aprovechada por el emperador francés Napoleón III para invadir al país a principios de 1862. Estos acontecimientos hicieron que el General Mejía, adoptara una posición de espera. No se incorporó al ejército francés que había invadido al país, pero tampoco a las fuerzas liberales que lo combatían y que a él, lo habían sentenciado a muerte. Sin otra opción, se adhiere a la intervención. Siempre sirvió en las filas conservadoras y como defensor del Imperio de Maximiliano al cual se adhirió a las filas imperiales en junio de 1863 con el general francés Frédéric Forey, quien había sustituido al general Charles Ferdinand Latrille, Conde de Lorencez después de la desastrosa derrota del 5 de mayo de 1862 en Puebla.

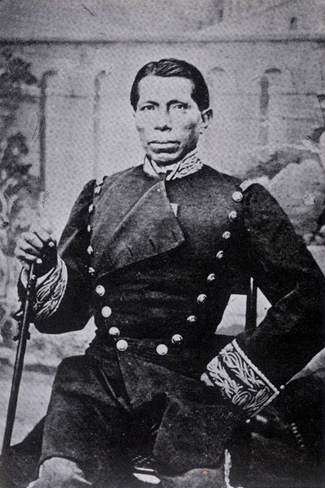
General Tomás Mejía.

### Alianza con el ejército francés invasor y campañas militares
Y cuando el ejército francés dominaba gran parte del país, dado que él no estaba muy convencido de luchar junto al ejército invasor francés, aunque finalmente lo hizo. A través del general Juan Nepomuceno Almonte, conoce al general Elías Forey en la Ciudad de México. Ese año participa en diversos combates en el Bajío y en Dolores Hidalgo lanza una proclama en la que intenta justificar por qué se ha adherido a los franceses, pensando, todavía, que la invasión no pretendía apoderarse de México, que sería de corta duración y que la presencia de Maximiliano liberaría al país de ella. En diciembre de 1863 derrota al General Miguel Negrete en San Luis Potosí, apoderándose de la población. En junio de 1864 es invitado a la Ciudad de México para recibir del emperador Maximiliano el grado de Gran Cruz de la Orden del Águila Mexicana. Ahí habla en nombre del ejército mexicano. 
Pocos días después regresa al frente de guerra, en donde sostuvo muchos combates en el norte del país, pero en Matehuala, San Luis Potosí, en donde recibe la orden de marchar a Matamoros, Tamaulipas, en la frontera con Estados Unidos, sitio que se había convertido en una plaza estratégica tanto para el Imperio como para los Republicanos y la cual ocupó a finales de ese año. El ejército imperial entró por Puerto Bagdad, el puerto marítimo de Matamoros al que atacaron el 22 de agosto de 1864 en Matamoros a 50 kilómetros de su puerto, estaba defendido por el general Juan N. Cortina, quien al ver la fuerza de los invasores, entrega la plaza al General Mejía, quien la ocupa el 26 de septiembre de 1864. En ese tiempo se vivían los efectos de la guerra civil estadounidense de 1861 a 1865. Los confederados tenían inmensas plantaciones de algodón y lo exportaban por dicho puerto marítimo y fronterizo, dado que Abraham Lincoln tenía copados sus puertos en Estados Unidos, dejando esta actividad grandes ganancias al puerto de Matamoros, razón por lo que los imperialistas franceses le pusieron mucha atención a la defensa de la ciudad. Mejía mejoró los tres fuertes de la ciudad (entre ellos el Fuerte Casamata en 1865) y reforzó el bordo de tierra que la rodeaba, terminando los fortines hechos de ladrillo y madera, ubicados en posiciones estratégicas a lo largo de esa muralla de defensa. Hizo lo mismo con los fortines que había en las entradas de la ciudad, la salida a Monterrey, Nuevo León; la salida al mar y la que iba al interior del estado. En 1865 los republicanos intentaron tomar la ciudad dos veces sin lograrlo. Primero lo intentó el general Miguel Negrete. La otra ocasión fue en octubre de ese año y quién lo intentó fue Mariano Escobedo con ayuda de Servando Canales Molano y Juan N. Cortina. En 1865 en el mes de abril, rechaza los ataques del General Negrete y en octubre del General Mariano Escobedo. En 1865, Tomas Mejía logró terminar de construir completamente el fuerte Casamata, el cual fue el dispositivo de defensa de Matamoros, Tamaulipas y su construcción ya se había hecho un año antes por Juan N. Cortina. Las batallas en esa región continuaron hasta la derrota en Santa Gertrudis, en Camargo Tamaulipas, en junio de 1866, a un convoy comercial del ejército imperial, con importantes pertrechos, oro y víveres custodiado por franceses. Ese golpe fue decisivo para que Mejía se debilitara. Se logró una capitulación honrosa en Matamoros, frente a las tropas republicanas del General Mariano Escobedo. En Cuernavaca, Morelos, Maximiliano recibió las funestas noticias de lo ocurrido en Santa Gertrudis, junto a la insistencia de Napoleón III de regresar el ejército francés a Europa. Mejía regresa a San Luis Potosí, en donde es testigo de la retirada de los franceses hacia la Ciudad de México. El 20 de octubre de 1866 fue comisionado por el emperador Maximiliano, para formar una división de 10,000 hombres, llamada el tercer grupo y destinada a recuperar las plazas de Saltillo, Monterrey, San Luis Potosí, Zacatecas, Nuevo León y Matamoros, un proyecto ideado fuera de la realidad que vivía el país y que estaban en poder de los republicanos. Con el avance incontenible de los republicanos en enero de 1867, el General Mariano Escobedo ocupa San Luis Potosí con su poderoso ejército y Tomás Mejía es obligado a retirarse hasta la ciudad de Querétaro, adonde llega enfermo y agotado días después. Mejía se encontraba en Querétaro a la llegada de Maximiliano y concurrió a todas las operaciones de la defensa de la plaza, siempre distinguiéndose por su arrojo, valentía y valor. El sitio de Querétaro terminaría el 15 de mayo de 1867 con la detención del malogrado emperador Maximiliano y de sus generales Miguel Miramón y Tomás Mejía.

### Captura y fusilamiento

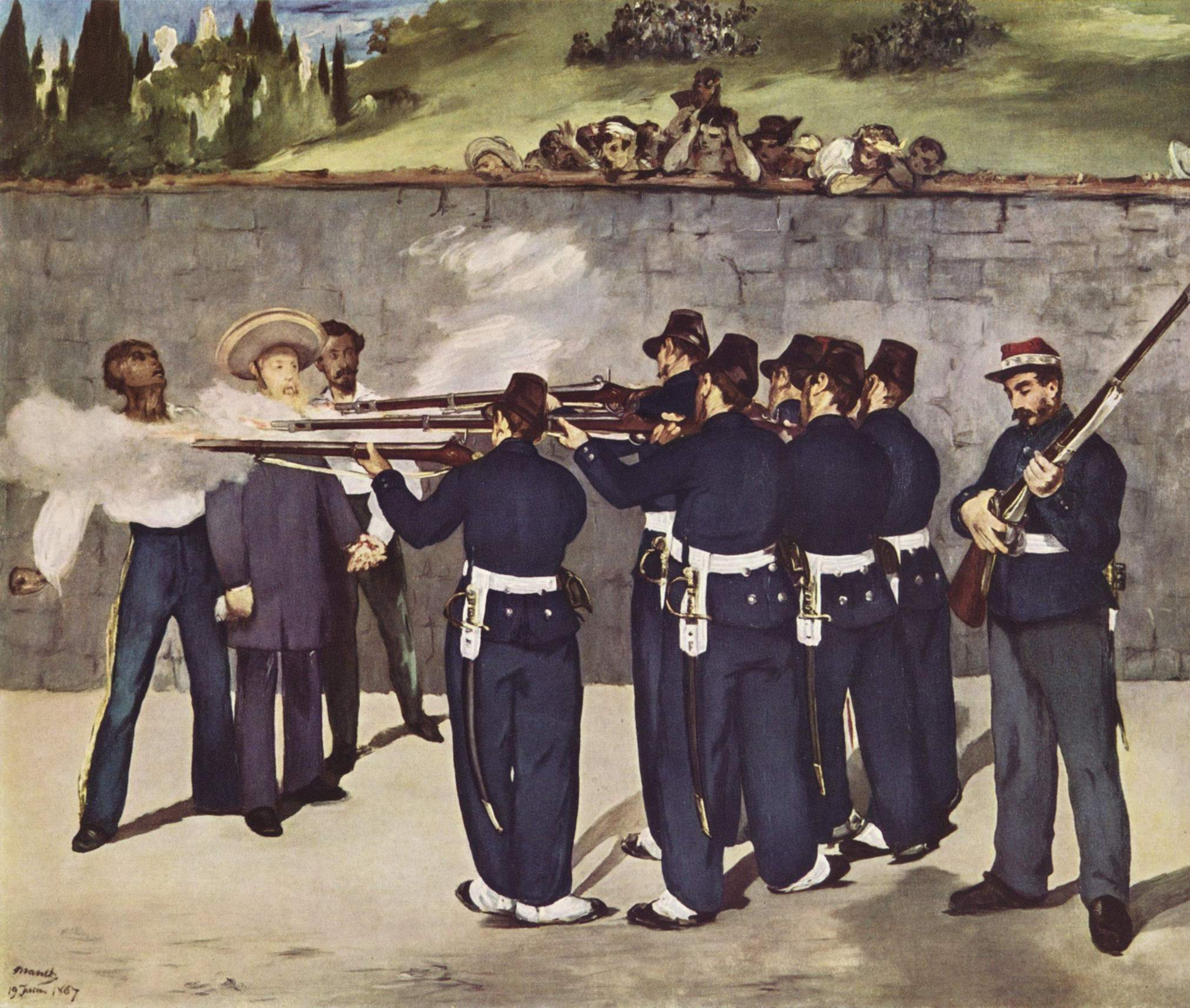
Ejecución del Emperador Maximiliano, Édouard Manet 1868. Gen. Tomás Mejía, izquierda.

El Comandante de la Caballería del Imperio, fue capturado tras la entrega de La Cruz y juzgado por un Consejo de Guerra, siendo condenado a muerte. Fue fusilado junto con el General Miguel Miramón y el Emperador Maximiliano I de México en el Cerro de las Campanas, Querétaro, el día miércoles 19 de junio de 1867 vistiendo de negro, colocando bajo el chaleco la banda de General de División obtenido por méritos en las campañas militares a favor del Imperio. Fue el único de los condenados a muerte, que miró fijamente a los soldados integrantes del pelotón de fusilamiento, permaneciendo en silencio, como queriendo expresar con su actitud el orgullo de todo lo que había emprendido y llevado a cabo durante su vida. Dejó viuda a su esposa, Agustina Castro, con un bebé recién nacido.
Su viuda solicitó llevarse el cadáver, pero al carecer de recursos y al estar el difunto bien embalsamado lo tuvo sentado en una silla en la sala de su casa durante tres meses. Enterado el presidente Benito Juárez de tan triste y macabra situación, decidió sufragar el entierro del general Tomas Mejía que descansa en el Cementerio de San Fernando. 
En la telenovela El vuelo del águila fue interpretado por el actor Ismael Aguilar.